# Leonel Pilipauskas
Leonel Eduardo Pilipauskas Rodríguez (Montevidéu, 18 de maio de 1975) é um futebolista uruguaio que atua como meio-campista.

## Carreira
Jogou por Bella Vista, Atlético de Madri, Peñarol, Fénix (três passagens), Instituto e Platense.
. Hoje defende o Fénix.

## Seleção
Pilipauskas disputou a Copa América 1999 pela Seleção Uruguaia. Foi neste ano que ele disputou quatro partidas pela Celeste.

## Títulos
Uruguai
- Copa América de 1999: 2º Lugar